# Drohnen der Bundeswehr
Die Drohnen der Bundeswehr sind unbemannte Luftfahrzeuge (Unmanned Aerial Vehicles, UAV) verschiedener Typen und Klassen, die von der Bundeswehr eingesetzt oder erprobt werden bzw. wurden. Sie tragen vor allem Aufklärungsmittel als Nutzlast oder werden zur Zieldarstellung in der Schießausbildung eingesetzt. Nach einer längeren politischen Debatte fiel 2022 unter dem Eindruck des russischen Überfalls auf die Ukraine die Entscheidung, künftig auch bewaffnete Drohnen einzusetzen. Deutschland war mit Stand 2020 eines von weltweit etwa 100 Ländern, die militärische Drohnen nutzen, darunter waren 40 Länder mit bewaffneten Drohnen. Die deutsche Luftwaffe betreibt Aufklärungsdrohnen der MALE-Klasse, während im Heer kleine und mittlere Systeme eingesetzt werden.

## Geschichte

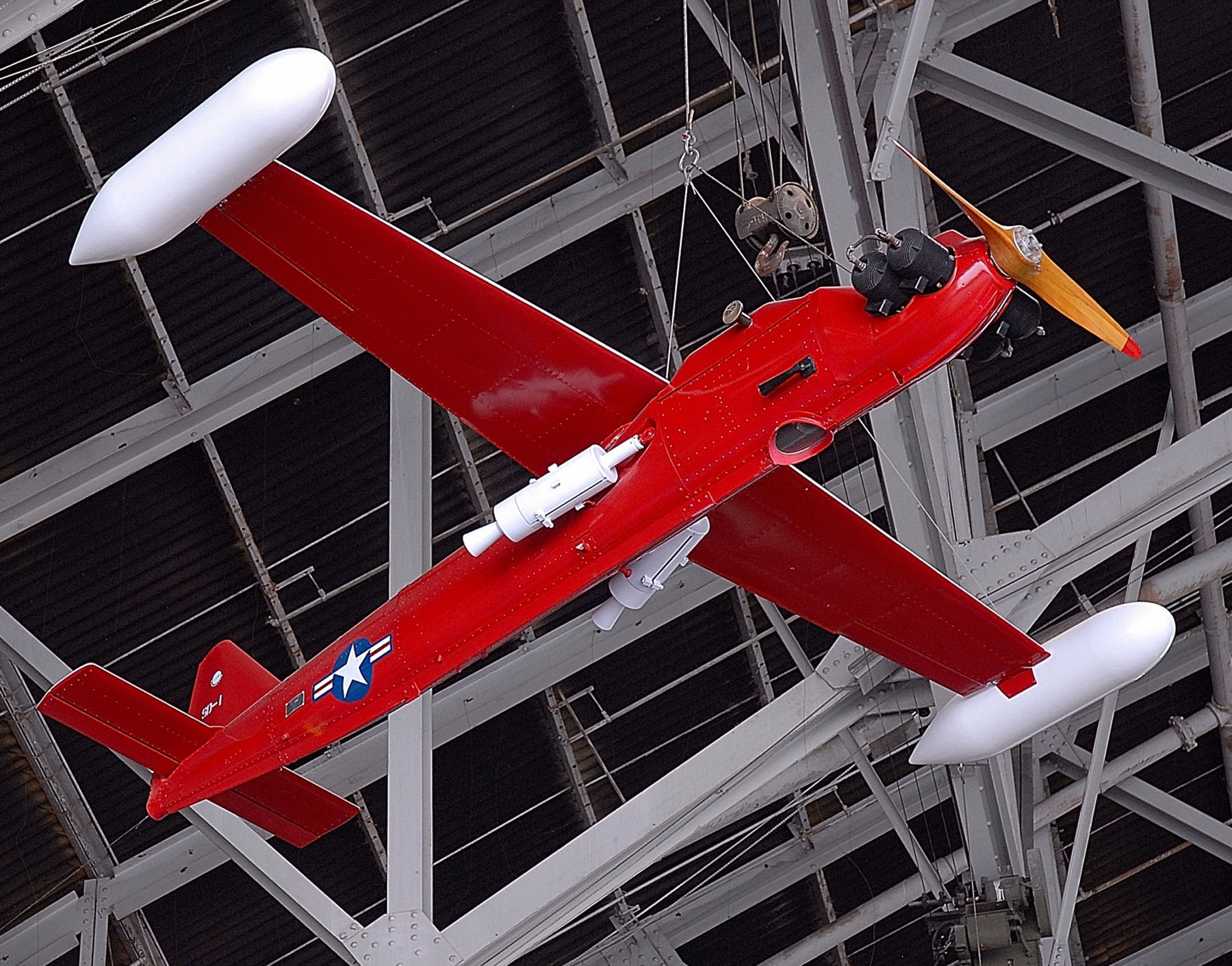
Die Gefechtsfeldaufklärungsdrohne Northrop Radioplane SD-1 war die erste Drohne, die die Bundeswehr ausführlich erprobte

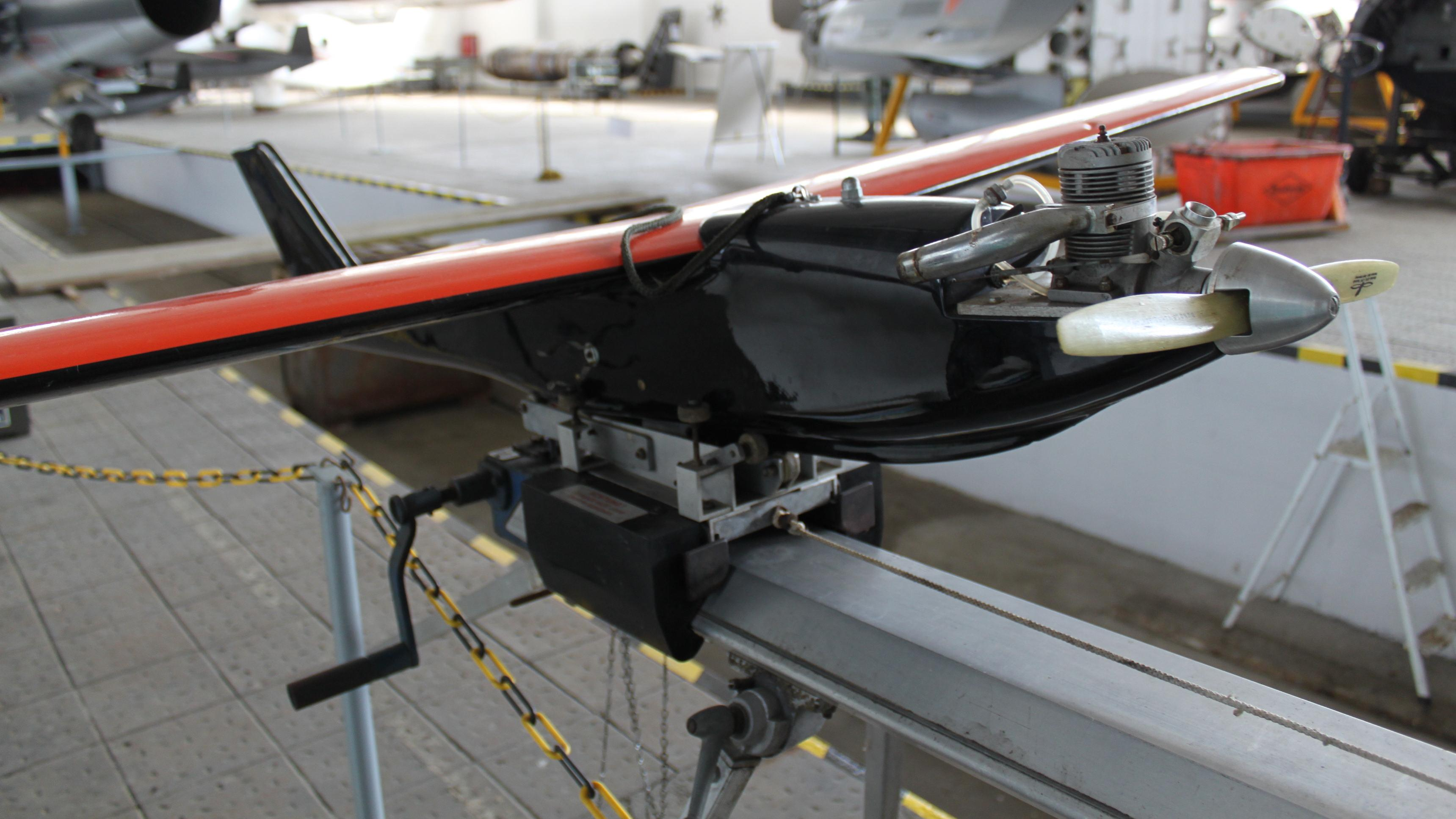
Zieldarstellungsdrohne KZD-2 aus den 1980er Jahren

Bereits 1960 begann die Erprobung der Gefechtsfeldaufklärung mit Drohnen im Fliegerhorst Celle-Wietzenbruch, vor allem mit dem Modell Northrop Radioplane SD-1 „Observer“. Es wurde ferngesteuert entweder mit Sichtverbindung oder nach Radar geflogen. Die erste für den aktiven Dienst bei der Bundeswehr eingeführte Drohne war 1972 die Canadair CL-89 bei der 4. Batterie in den Beobachtungsbataillonen der aufklärenden Artillerie. Sie wurde bis 1992 eingesetzt und vom Nachfolgemodell CL-289 abgelöst. Seit den 1980er Jahren setzt die Bundeswehr sogenannte Zieldarstellungsdrohnen als Flugziele zur Ausbildung bei der Flugabwehr ein.
In den 1990er-Jahren wurde die bis heute eingesetzte Drohne KZO für die Heeresaufklärung entwickelt. Die Unternehmen STN Atlas Elektronik, Dynamit Nobel und French/UK Matra BAe Dynamics hatten sich zum Konsortium GIE Eurodrone zusammengeschlossen. Die Entwicklung wurde zu 60 Prozent von Deutschland und zu 40 Prozent von Frankreich finanziert. Ab der Serienvorbereitung wurde KZO als „nationales Programm“ des Deutschen Heeres weitergeführt und 2001 vom Bundestag beschlossen. Bis 2008 wurden sechs Gesamtsysteme mit je zehn Drohnen im Gesamtwert von 300 Millionen Euro beschafft. Das erste Seriensystem wurde der Bundeswehr am 28. November 2005 in Bremen vom heutigen Generalunternehmer Rheinmetall Defence Electronics (RDE) übergeben.

Das Bundesamt für Wehrtechnik und Beschaffung (BWB) hatte 2008 einen Wettbewerb ausgelobt, um zu ermitteln, welche der existierenden MALE-Drohnen Bestandteil der UAV-Programme der Bundeswehr werden solle. Das Programm für die Drohnen setzt sich laut des Bundeswehrplans 2008 aus mehreren Komponenten zusammen. Zur Bedeutung und Zukunft der Drohnen für die Bundeswehr heißt es im Bundeswehrplan:

„Durch die technologische Entwicklung bei unbemannten Luftfahrzeugen/Drohnen und autonomen Unterwasserfahrzeugen kann künftig ein breites Fähigkeitsspektrum mit konzeptioneller Bedeutung mit diesen Systemen abgedeckt werden (...) Nicht nur als Aufklärer und Sensorträger, sondern auch als Waffenträger werden diese Systeme eine immer größere Rolle spielen.“

Die israelische Drohne IAI Heron war Mitte 2009 neben dem US-amerikanischen RQ-1 Predator in der Auswahl zur beschleunigten Beschaffung einer Aufklärungsdrohne für den Afghanistaneinsatz. Die Bundeswehr entschied sich, drei Heron (Luftwaffen-Bezeichnung Heron 1) ab Anfang 2010 für 110 Millionen Euro für drei Jahre von einem Konsortium (bestehend aus Rheinmetall und IAI) zu leasen. Danach sollten alle drei Flugzeuge wieder an den Hersteller zurückgegeben werden. Entsprechend der dreijährigen Leasingdauer wäre der Vertrag am 31. Oktober 2012 ausgelaufen. Da die Beschaffung eines eigenen MALE-UAV nach wie vor aussteht, wurde im Juli 2012 der Leasingvertrag für 75 Mio. Euro um zwei Jahre bis Oktober 2014 verlängert.
Der Bundestag diskutierte im September 2012 den Finanzplan der Bundeswehr für 2013 bis 2017, in dem 168 Millionen Euro für drei neue Drohnen samt Bodenstation vorgesehen sind. Als deutscher Anteil an der Entwicklung eines europäischen UAV sind darin 660 Millionen Euro eingeplant. Mittlerweile befindet sich mit der European MALE RPAS bei Airbus Defence and Space eine europäische Drohne in Entwicklung, an der sich die Bundeswehr beteiligt.
Im Jahr 2013 erlitt die Bundeswehr mit der Euro-Hawk-Affäre einen Rückschlag bei der Beschaffung von Drohnen der größeren HALE-Klasse für die Signalerfassende Aufklärung. Später musste sie auch ihre 2018 bekannt gewordenen Pläne über die Anschaffung eines ähnlichen Drohnen-Typs, der MQ-4 Triton, unter dem Projektnamen Pegasus beenden. Die Fähigkeit wird stattdessen durch bemannte Aufklärungsflugzeuge abgebildet werden.
Seit 2016 werden sehr kleine Black Hornet PD-100-Drohnen für die Nahfeld-Aufklärung eingesetzt.
Im Dezember 2024 übermittelte das Bundesverteidigungsministerium dem Bundestag erstmals die Einsatzgrundsätze für bewaffnete Drohnen der Bundeswehr.

### Drohnenbestand 2013
Im Juni 2013 standen der Bundeswehr rund 580 unbemannte Luftfahrzeuge verschiedener Typen (zwischen 3,5 Kilogramm und 1,5 Tonnen) zur Verfügung, von denen laut Auskunft der Bundesregierung 60 unbemannte Drohnen bei Auslandseinsätzen der Bundeswehr in Afghanistan und im Kosovo verwendet wurden. Andere Quellen berichteten von 871 Drohnen im Bestand der Bundeswehr.
Nach Angaben der Bundeswehr lautete der Bestand (Stand: 27. Juni 2013) wie folgt:
| Typ     | Bestand | ausgesondert | zerstört | davon abgestürzt | vermisst |
| ------- | ------- | ------------ | -------- | ---------------- | -------- |
| Aladin  | 290     | 0            | 22       | 6                | 8        |
| CL-289  | 0       | 189          | 23       | 13               | 8        |
| Heron 1 | 3       | 0            | 2        | 0                | 0        |
| KZO     | 43      | 0            | 12       | 9                | 6        |
| Luna    | 81      | 0            | 41       | 22               | 11       |
| Mikado  | 164     | 20           | 2        | 2                | 2        |
| gesamt  | 581     | 209          | 102      | 52               | 35       |

### Ausgemusterte Systeme

#### CL-289

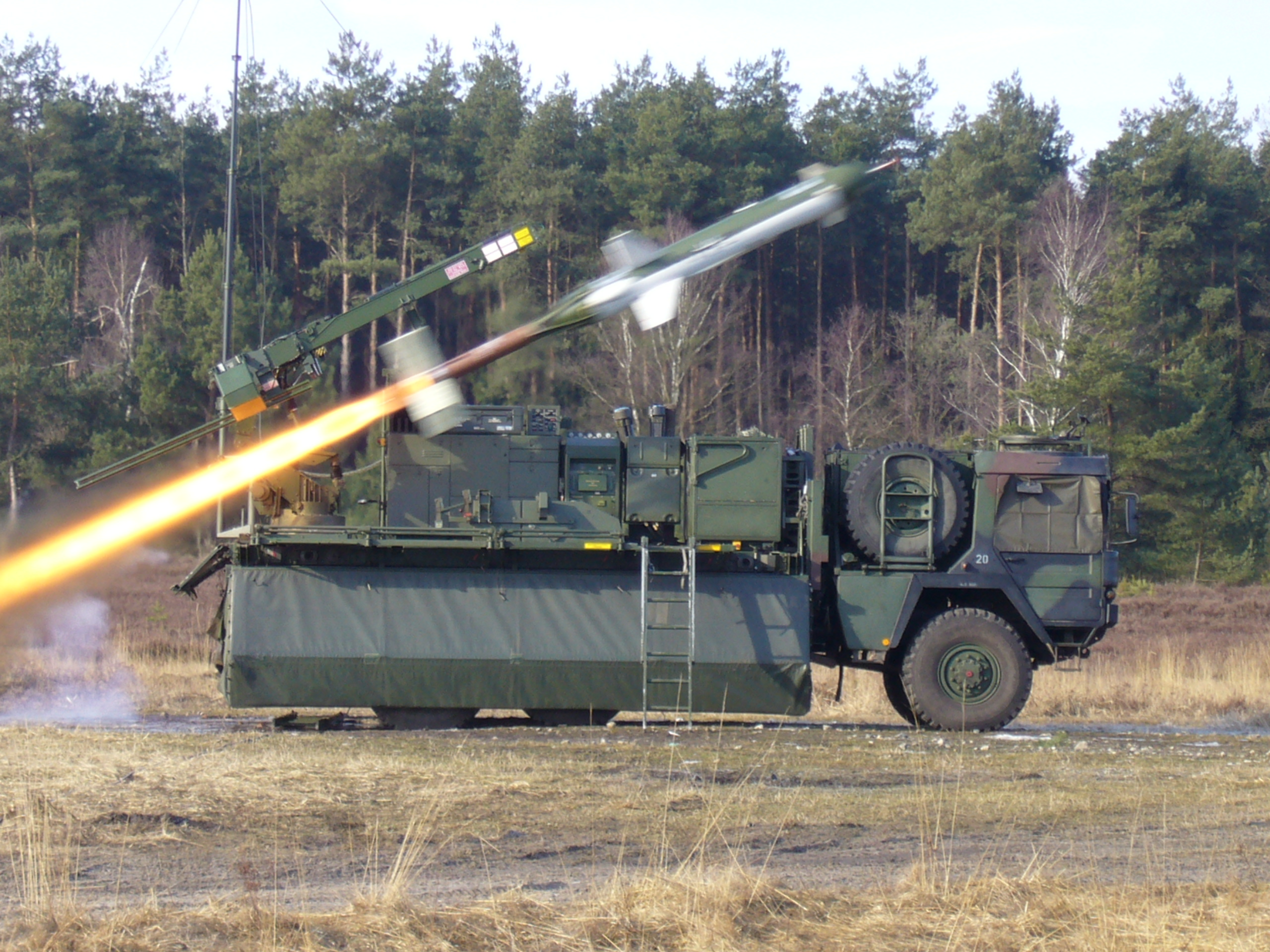
Start einer CL-289. Das System war eine der ersten deutschen ferngelenkten Drohnen und war von 1990 bis 2009 im Einsatz.

Im Jahr 1990 wurde die Canadair CL-289 als Aufklärungsdrohne angeschafft. Die von Canadair und Dornier entwickelte Drohne verfügt über eine Reihenbildkamera und ein Abtastgerät im Spektrum der Infrarotstrahlung (Infrarot-Linienscanner, kurz IRLS-Infrared Line Scanning). Die Komponenten zur Bilddatendirektübertragung stammen von der französischen Firma SAT (heute Sagem). Das Aufklärungssystem startet mit Hilfe einer Feststoffrakete; der Booster hat einen Schub von 32 kN. Im Flug selbst wird die Drohne von einem Rolls-Royce-T-117-Turbojet-Triebwerk angetrieben. Dieses kompakte Einwellentriebwerk hat einen Schub von 1,03 kN. Wie auch die kleineren Bundeswehrdrohnen fliegt das Gerät selbständig einen vorher programmierten Kurs. Die Navigation erfolgte georeferenziert mit Global-Positioning-System-Stützung (GPS). Nach dem Flug landet die Drohne an einem Fallschirm auf zwei Landekissen.
Am 18. März 2009 fand auf dem NATO-Truppenübungsplatz Bergen der letzte Flug der Drohne CL-289 statt. Das System wurde bis Ende des Jahres 2009 außer Dienst gestellt. Das Aufklärungssystem wurde sowohl in der Bundeswehr (Heer) wie auch in der französischen Armee verwendet.

#### Heron 1

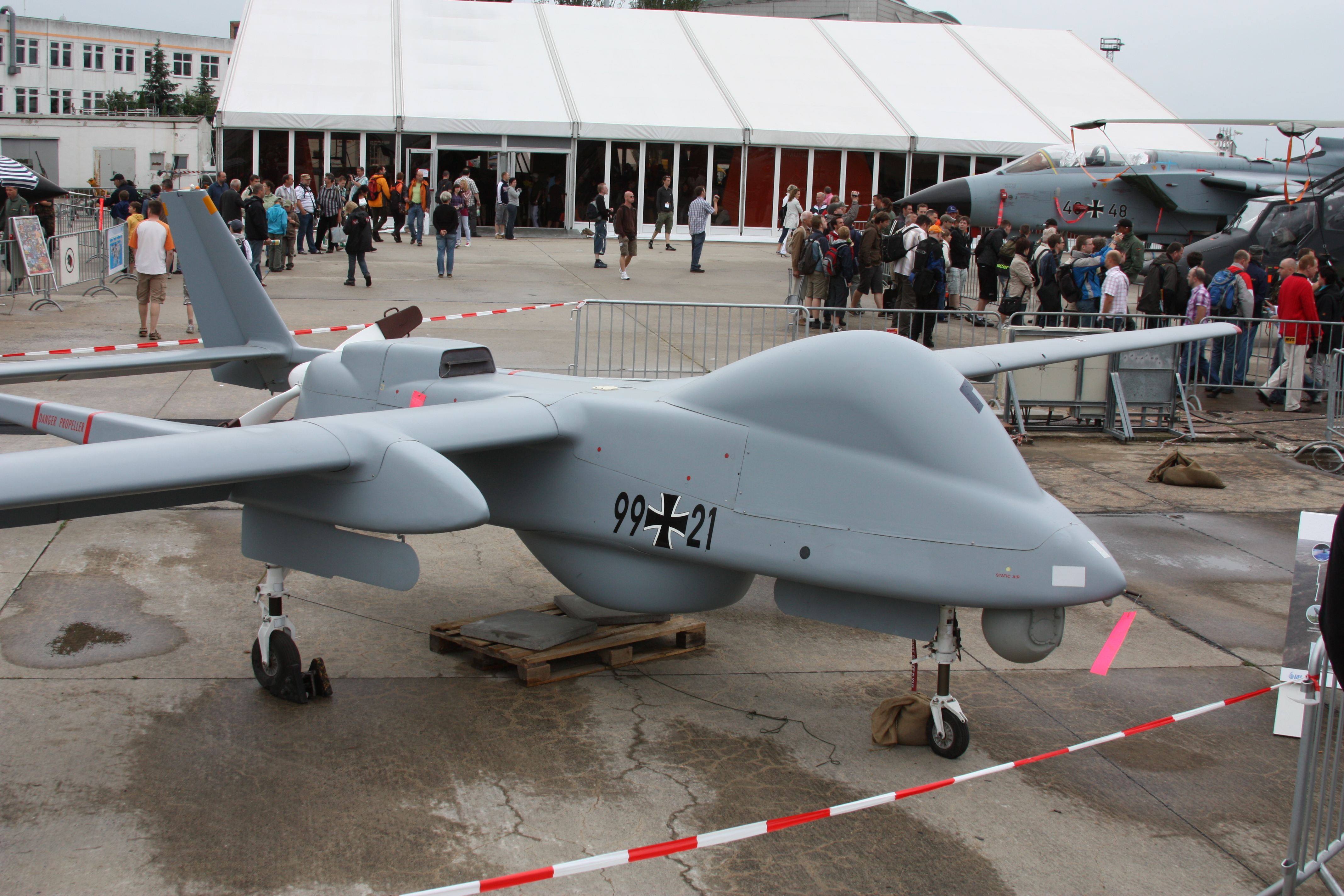
Heron I der Bundeswehr

Ursprünglich für den Afghanistan-Einsatz hat die Bundeswehr Aufklärungsdrohnen vom Typ Heron 1 aus Israel geleast. Diese Geräte waren dem Aufklärungsgeschwader 51 „Immelmann“ (AG 51) zugeteilt. Mit einer Zeremonie im Juli 2023 endete die Nutzung der Heron 1 bei der deutschen Luftwaffe, seitdem wird nur noch das Nachfolgesystem Heron TP eingesetzt. In den 13 Einsatzjahren für die Bundeswehr absolvierten die Fluggeräte 72.582 Flugstunden.

### Nicht beschaffte Konzepte

#### Euro Hawk / Triton

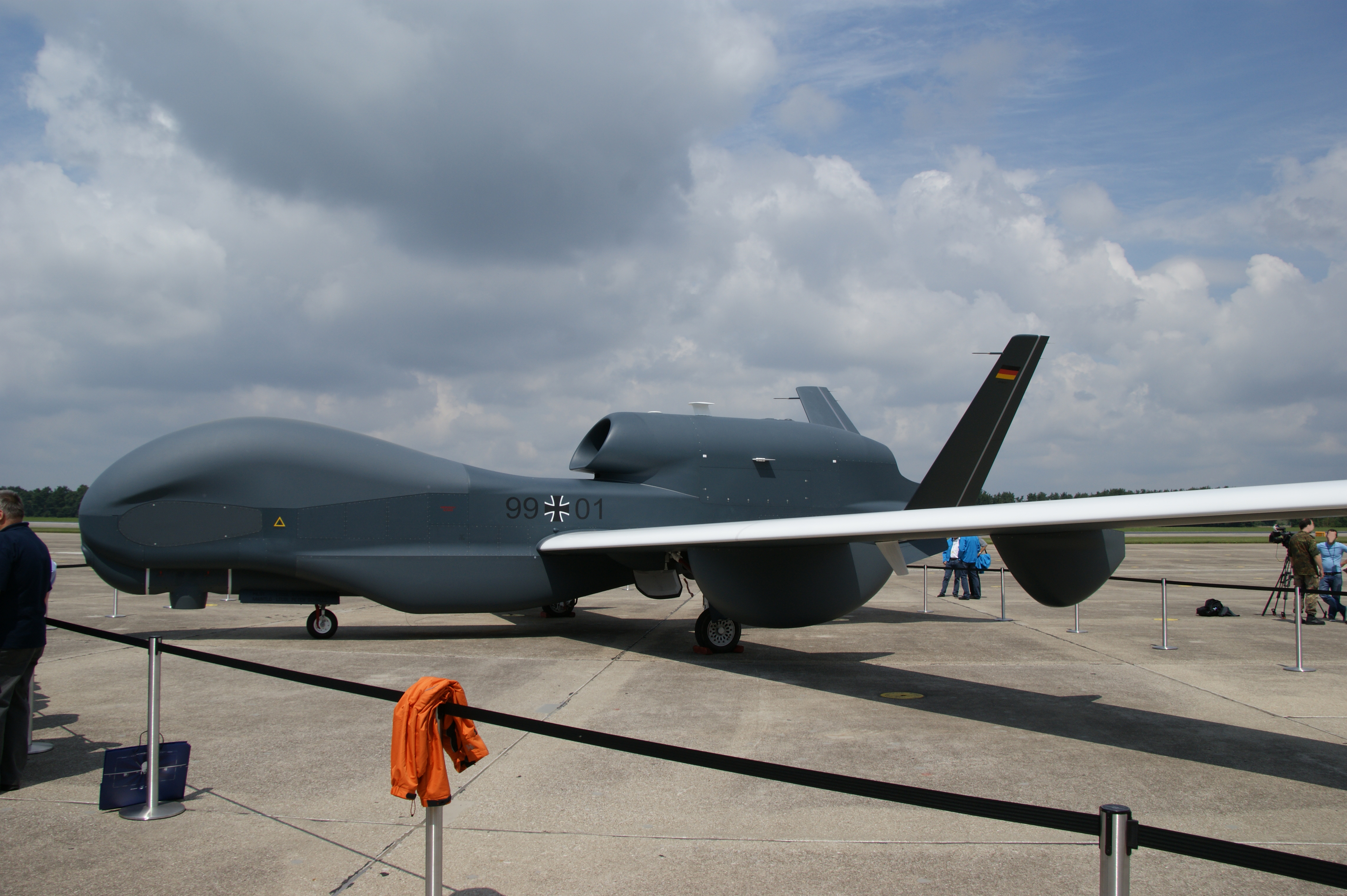
Euro Hawk nach dem Überführungsflug von der Edwards Air Force Base zur WTD61 in Manching. Die SIGINT-Ausrüstung war zu dem Zeitpunkt noch nicht eingebaut. Die Beschaffung wurde später gestoppt.

Am 31. Januar 2007 erhielten das Bundesamt für Wehrtechnik und Beschaffung (BWB), sowie die in Friedrichshafen ansässige EuroHawk GmbH als auftragnehmende Agentur der Konzerne EADS und Northrop Grumman den Auftrag zur Lieferung eines Prototyps des modifizierten Hawk-Systems (RQ-4E) im Jahr 2010. Darin war auch die Option vorgesehen, vier weitere Systeme in der Zeit von 2011 bis 2014 mit der EADS-SIGINT-Ausrüstung auszustatten und in Einsatz zu bringen. Der Auftrag hatte bei Abschluss ein Volumen von 430 Millionen Euro, andere Quellen sprachen gar von 1,3 Milliarden Euro. Der Flugbetrieb sollte durch das Aufklärungsgeschwader 51 „Immelmann“ vom Fliegerhorst Schleswig durchgeführt werden. Bis 2014 sollte die zur HALE-Klasse gehörende Drohne Euro Hawk die bisherigen bemannten Überwachungsflugzeuge des Typs Breguet 1150 M Atlantic ablösen. Die Euro Hawk sollte, wie das Flugzeug, für SIGINT-Missionen eingesetzt werden, also zum Abfangen von Funk- und Radarsignalen. Es handelte sich um den gleichen Typ, der auch im Zuge des Bodenaufklärungsprogramms der NATO Alliance Ground Surveillance (AGS) eingesetzt werden sollte. Das System kostete 430 Millionen Euro und hatte mit einer Tragflächenspannweite von etwa 40 Metern fast die Ausmaße des Luftwaffen-Airbus A310 der Flugbereitschaft des Bundesverteidigungsministeriums. Die US-Armee setzte die Drohne unter der Bezeichnung Global Hawk bereits im Irak und in Afghanistan ein.
Die beauftragte RQ-4E wurde in einer Northrop-Grumman-Fabrik auf dem Gelände der Skunk Works in Palmdale/Lancaster in Kalifornien gebaut und zur Ausrüstung ohne das SIGINT-System nach Deutschland geflogen. Am 21. Juli 2011 traf die Maschine am Fliegerhorst Ingolstadt/Manching ein. Die Einrüstung der Aufklärungselektronik, Erprobung und Übergabe an die Bundeswehr erfolgten dann durch EADS in Manching. Am 12. Oktober 2011 wurde die Aufklärungsdrohne Euro Hawk dort der deutschen Öffentlichkeit vorgestellt. Am 11. Januar 2013 absolvierte der Prototyp den ersten Testflug über Deutschland ohne Schwierigkeiten.
Aufgrund von ungelösten Sicherheits- und Zulassungsproblemen wurde das Programm Euro Hawk im Mai 2013 beendet. Eine nachträgliche Zulassung der Drohne hätte nach Schätzungen der Luftwaffe zusätzlich zwischen 500 und 600 Millionen Euro gekostet. Im Mai 2013 berichtete die FAZ, dass das Bundesverteidigungsministerium unter Minister de Maizière das Milliarden-Programm zur Beschaffung der Aufklärungsdrohne Euro Hawk vorangetrieben hatte, obwohl das Ministerium schon Jahre davor wusste, dass das Fluggerät keine Zulassung für den deutschen und europäischen Luftraum bekommen wird. Nach Informationen der FAZ war auch den mit der Beschaffung der Drohne befassten Behörden und Ämtern seit Jahren bekannt, dass sich die rechtlichen Hindernisse, die einer Zulassung für den europäischen Luftraum entgegenstehen, kaum beseitigen lassen. Nach Informationen eines Luftwaffenexperten hatte die Bundeswehr bis zu diesem Zeitpunkt 1,3 Milliarden Euro für den Bau der Drohne durch Northrop Grumman und die Entwicklung der Aufklärungstechnik durch EADS ausgegeben. Weitere Millionen Euro wurden in den Umbau des Fliegerhorst Schleswig investiert, um dort Euro Hawk betreiben zu können. Die weitere Entwicklung des Projektes war im Mai 2013 offen.
Die für Euro Hawk von der EADS-Tochter Cassidian entwickelte Sensortechnik war laut Verteidigungsministerium hochmodern. Deshalb erwog man, die Technik in andere Flugzeuge einzubauen. Konkret nannte der Staatssekretär Stéphane Beemelmans das schon recht betagte Aufklärungsflugzeug Lockheed U-2 der USA. Von Experten wurde diese Vision deutlich bezweifelt. Für die Entwicklung der nicht angeschafften Drohne wurden rund 300 Millionen Euro von der öffentlichen Hand ausgegeben.
Im Anschluss an das Aus des Euro Hawk wurde erwogen, die SIGINT-Technik im Rahmen des Projektes PEGASUS („PErsistant German Airborne SUrveillance System“) in Drohnen des Schwestermodells MQ-4 Triton einzurüsten. Auch diese Pläne wurden im Jahr 2020 ebenfalls aufgrund ausufernder Kosten endgültig eingestellt. Das PEGASUS-Programm zur Wiederherstellung der luftgestützten SIGINT-Fähigkeiten der Bundeswehr wird mittlerweile unter gleichem Namen weitergeführt und hat die Einrüstung der Aufklärungstechnik in bemannte Flugzeuge vom Typ Bombardier Global 6000 zum Ziel.
Das System hatte im September 2024 seinen Erstflug und soll der Bundeswehr ab 2027 zulaufen.

#### WABEP-Verbundsystem

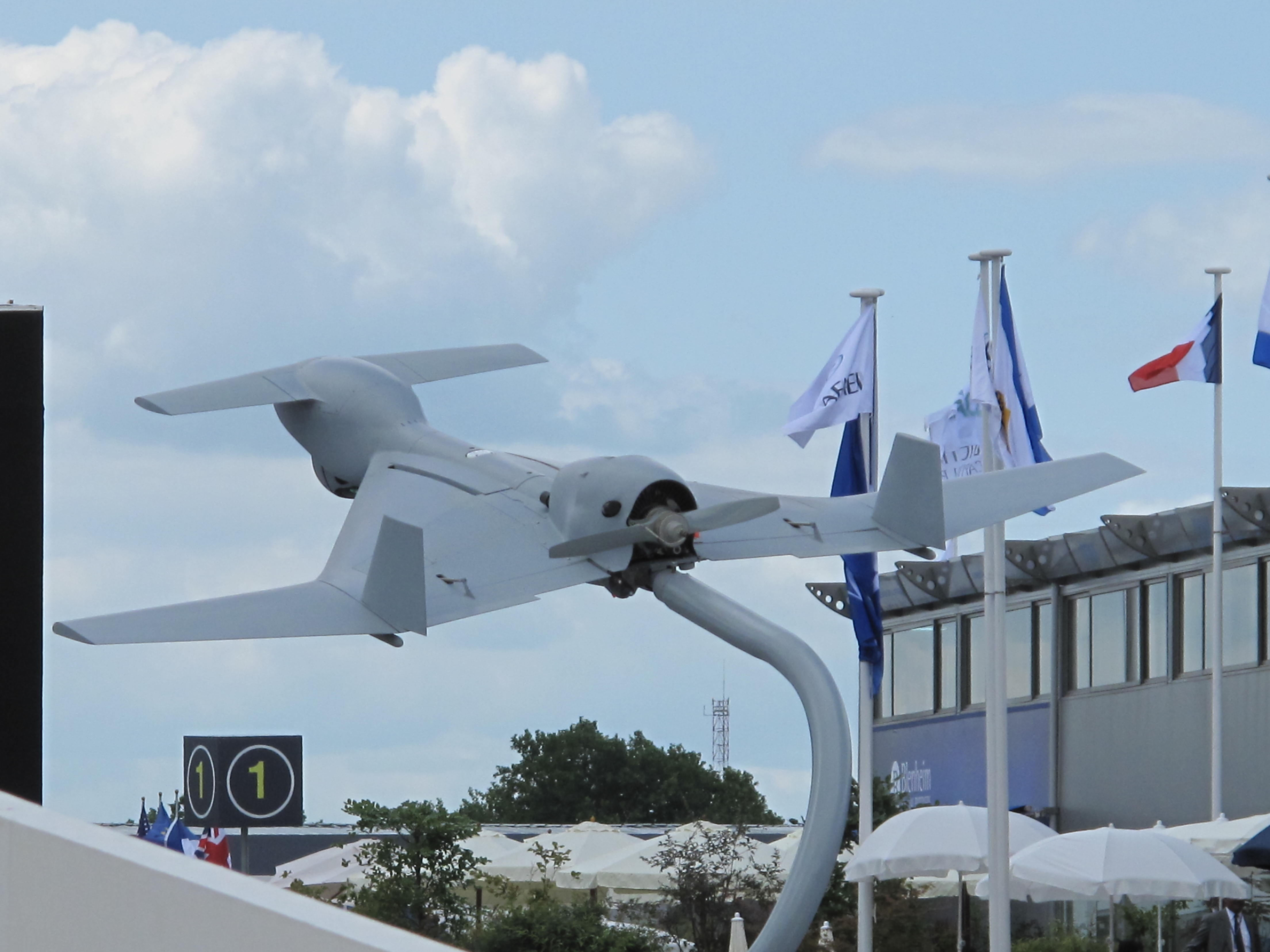
Die Loitering Munition IAI Harop, 2011 durch Rheinmetall getestet, nicht für die Bundeswehr beschafft

Unter der Bezeichnung WABEP (Wirkmittel zur abstandsfähigen Bekämpfung von Einzel- und Punktzielen) firmierte der Test eines Verbundsystems aus der Aufklärungsdrohne KZO und der israelischen Loitering Munition IAI Harop durch Rheinmetall. Die Sensoren des KZO wurden in diesem System für die Aufklärung und Identifikation von Zielen eingesetzt. Das Fluggerät Harop übernahm als Waffe die präzise Bekämpfung des zugewiesenen Feindobjekts und zerstört sich dabei selbst. Die Testreihe des Systems für die Bundeswehr wurde bis September 2011 abgeschlossen. Zu einer Beschaffung kam es jedoch nicht.
In einer Erklärung der Bundesregierung wurde bestritten, dass es sich um ein Kampfdrohnen-System handelt:

„Das nicht mehrfach verwendbare Wirksystem zur abstandsfähigen Bekämpfung von Einzel- und Punktzielen (WABEP) ist kein UAV, sondern ein Wirkmittel (Munition), das dem 'Schützen' ermöglicht, bis kurz vor dem Einschlag das Ziel zu beobachten, nachzurichten und notfalls den Angriff abzubrechen.“

#### Talarion

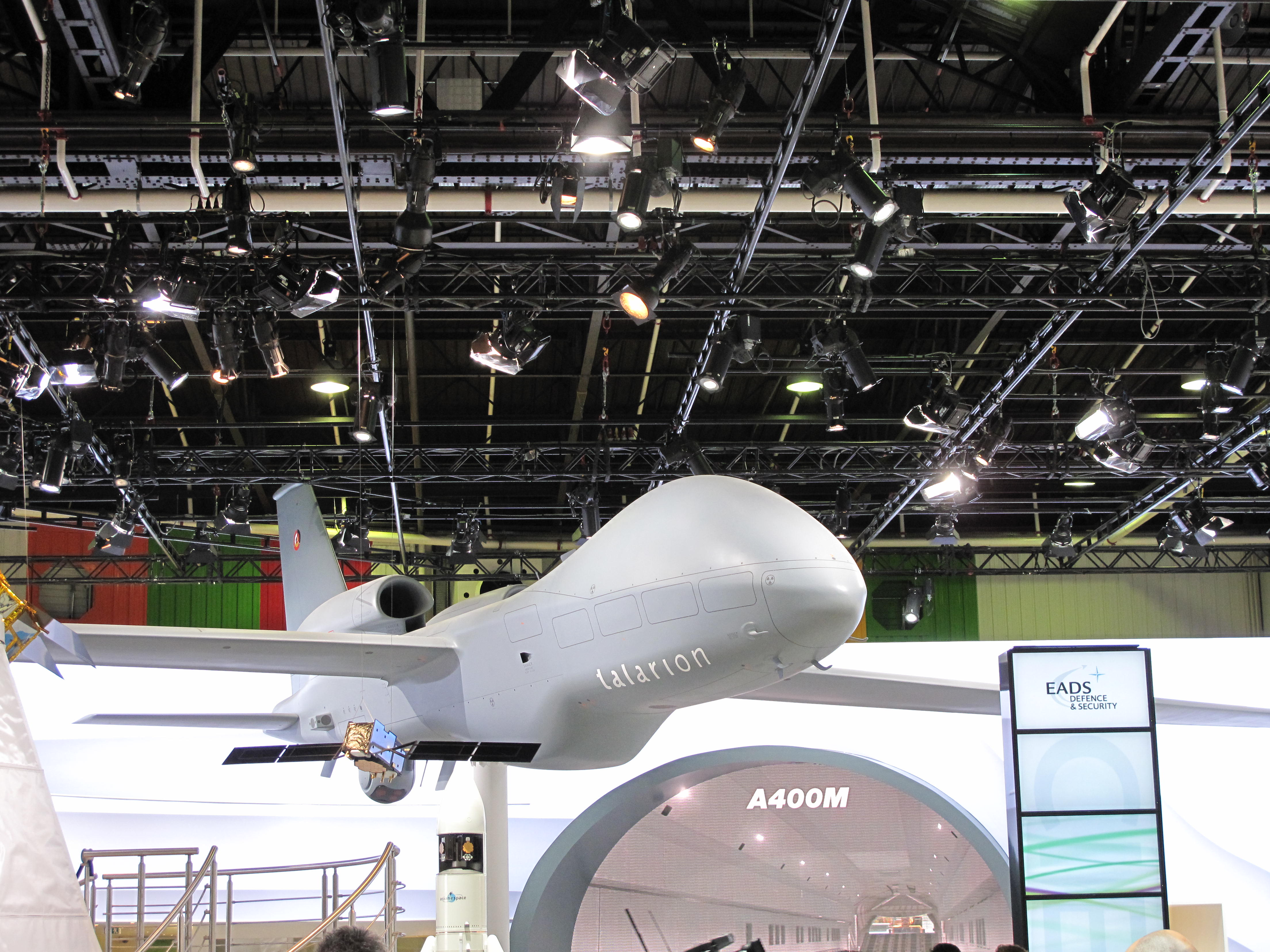
EADS Talarion

Die EADS-Tochter Cassidian arbeitete 2012 an der Entwicklung einer europäischen Drohne, der sogenannten Talarion. Sie sollte sowohl zu militärischen, als auch zu zivilen Zwecken eingesetzt werden. Das System wurde nicht eingeführt, bildete jedoch die technische Basis für die Entwicklung des European MALE RPAS.

## Systeme im Bestand
Die Bundeswehr teilt die Drohnenmodelle, die sich in ihrem Bestand befinden, in drei Klassen ein:

(Liste ist nicht vollständig)

### Mikro- und Kleindrohnen (Small UAS)
Bei Drohnen bis 5 Kilogramm Gewicht ist seitens der Bundeswehr von Small Unmanned Aerial Systems (Small UAS) die Rede. Sie sind einfach zu transportieren und werden entweder vom Boden oder aus der Hand gestartet. Dadurch sind sie direkt von Infanterietrupps zur Aufklärung des unmittelbaren Umfeldes einsetzbar. Aufgrund ihrer geringen Größe und Lärmemissionen sind sie von Gegnern nur schwer aufzuklären. Mit der kompakten Bauweise gehen jedoch Einschränkungen der Flugdauer und Reichweite einher. 

#### Aladin
Ein Small UAV des Heeres ist die EMT Aladin, eine Aufklärungsdrohne der deutschen Firma EMT. Der Name Aladin ist ein Akronym ihrer Beschreibung und steht für Abbildende luftgestützte Aufklärungsdrohne im Nächstbereich. Nachdem im März 2005 die Heeresaufklärungstruppe 115 Drohnensysteme bestellt hat, wurde diese Drohne entwickelt. Am 19. Oktober 2005 erfolgte die Übergabe des ersten Seriensystems ALADIN an die Panzertruppenschule in Munster.

#### MIKADO
MIKADO (Mikroaufklärungsdrohne für den Ortsbereich) ist ein mit Elektromotoren angetriebener Quadrocopter mit einem Durchmesser von einem Meter und einer Flugzeit von 20 Minuten.

#### Black Hornet
Die Black Hornet ist eine handgestartete Hubschrauberdrohne zur Aufklärung im Nah- und Nächstbereich des Herstellers FLIR Systems, die wegen ihrer geringen Abmessungen als Nano-Drohne beschrieben wird. Im Jahr 2016 führte die Bundeswehr 10 Systeme für den Einsatz bei den Spezialkräften ein. Im Dezember 2024 bestellte die Bundeswehr eine ungenannte Anzahl an Systemen der Versionen Black Hornet 3 und Black Hornet 4.

### Leichte Drohnen (Light UAS)
Als Light Unmanned Aerial Systems (Light UAS) bezeichnet die Bundeswehr Drohnen, die schwerer als die Small UAS sind und unterhalb der Klasse der MALE-Drohnen liegen. Sie werden häufig durch ein Katapult bzw. mithilfe eines Raketenantriebes (JATO) gestartet.

#### KZO

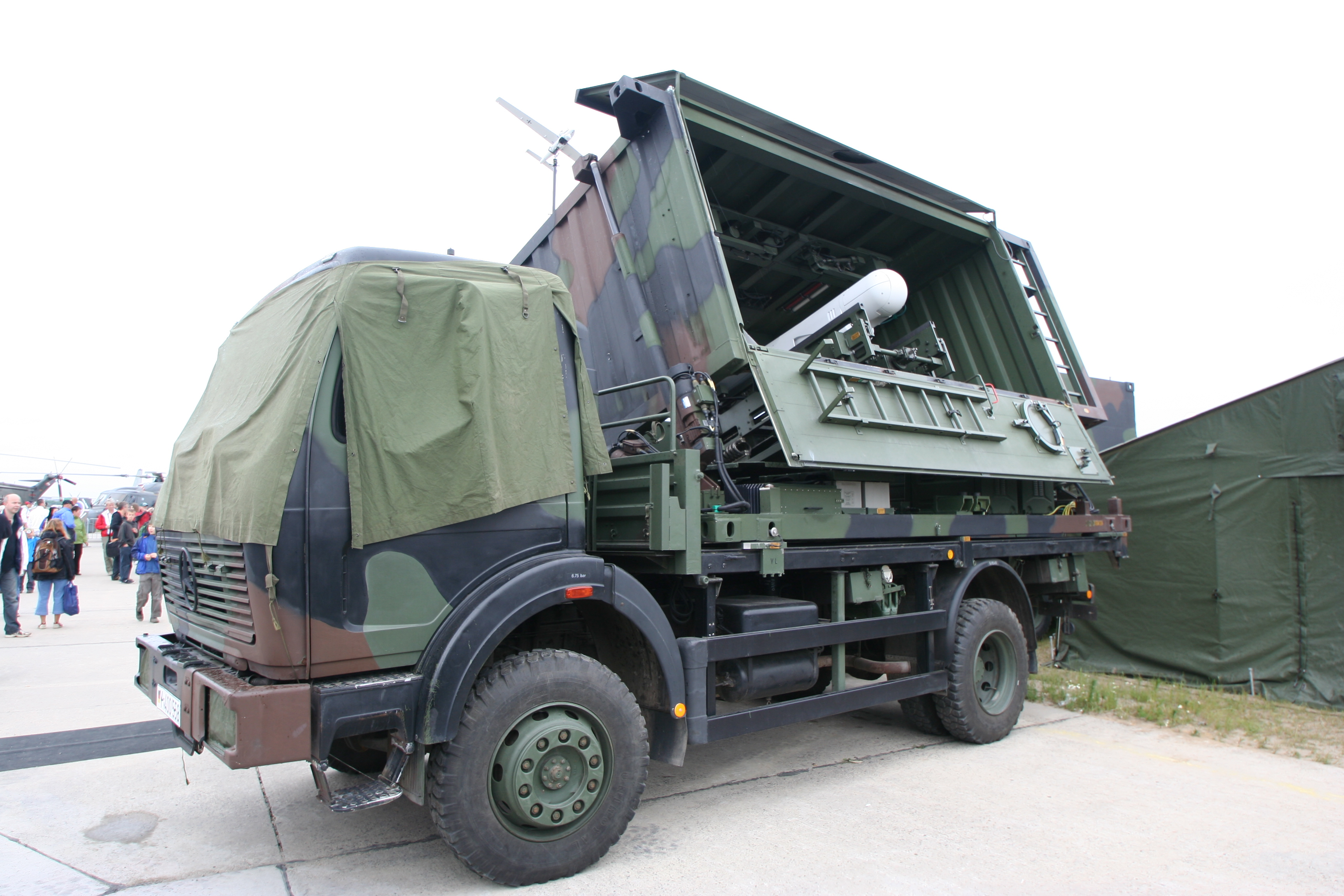
Rheinmetall-KZO-Startfahrzeug bei der ILA 2010

Für die Artillerie- und Heeresaufklärungstruppe des Deutschen Heeres wurde das KZO (Kleinfluggerät Zielortung, früher: Brevel) zur zeitnahen Zielortung entwickelt. Die mit einem Propeller angetriebene Drohne ist allwetterfähig und liefert über Funk Bilder in Echtzeit an eine Bodenstation. Die Plattform verfügt über eine IR-Kamera und liefert auch nachts hochaufgelöste Videos. Die Reichweite des Drohnensystems wurde so gewählt, dass ihr Einsatzradius die Reichweite moderner Artilleriesysteme wie z. B. der Panzerhaubitze 2000 übertrifft.
Die Drohne wird von einem Startfahrzeug aus einem Behälter mittels eines Feststoff-Raketentriebwerkes (Booster) gestartet. Der Kurs der Drohne ist fest programmiert. Der Flugkurs kann aber auch während des Fluges von der Bodenkontrollstation per Funk geändert werden. Die Kamera wird von der Bodenstation aus gesteuert. Die Landung erfolgt an einem Fallschirm. Beim Aufsetzen auf dem Boden dämpfen Airbags den Aufprall. Das Fluggerät ist nach wenigen Stunden wieder einsatzbereit. Jedes System besteht aus zwei Bodenanlagen, fünf Bergungsanlagen und zehn Drohnen.

#### Luna

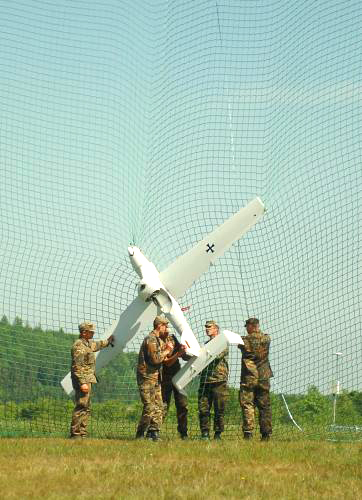
LUNA auf dem Truppenübungsplatz Baumholder im Jahr 2007

Das Heer schaffte 2003 die Drohne EMT LUNA an. LUNA steht für Luftgestützte Unbemannte Nahaufklärungs-Ausstattung. Die Drohne wurde ab Oktober 1997 in einer Kooperation der deutschen Firma EMT und dem Bundesamt für Wehrtechnik und Beschaffung entwickelt. 2000 folgte der erste Einsatz im Kosovo und 2003 wurde das System regulär in Dienst der Bundeswehr gestellt. 2009 wurde der 5000. Einsatz mit dem System geflogen.
Die Drohne LUNA dient der abbildenden Aufklärung im Nahbereich von bis zu 40 km und soll als wesentliche Fähigkeiten das Entdecken, Orten, Identifizieren und Verfolgen stationärer und beweglicher Objekte und Ziele am Boden erreichen. Vier LUNA-Systeme wurden bereits von der Bundeswehr beschafft, bis 2012 wurde ihre Zahl auf insgesamt acht Systeme gesteigert. Ein LUNA-System besteht aus dem Start-Katapult, einer Bodenkontrollstation und drei bis vier Drohnen. Die LUNA-Drohne kann aus einer Höhe von vier Kilometern drei bis vier Stunden lang mittels SAR-Radar und digitalen Foto-, Video- und Infrarotkameras Echtzeit-Überwachungsaufnahmen zur Bodenstation übertragen.

### MALE-Drohnen
Drohnen der Klasse Medium Altitude Long Endurance (MALE) fliegen in mittlerer Flughöhe von ca. 10 bis 15 Kilometern und erreichen maximal 24 bis 48 Stunden kontinuierlicher Flugdauer. Für gewöhnlich handelt es sich um unbemannte Flächenflugzeuge mit einigen hundert Kilogramm bis mehreren Tonnen Startgewicht, die horizontal starten und landen, also auf Start- und Landebahnen angewiesen sind.

#### Heron TP

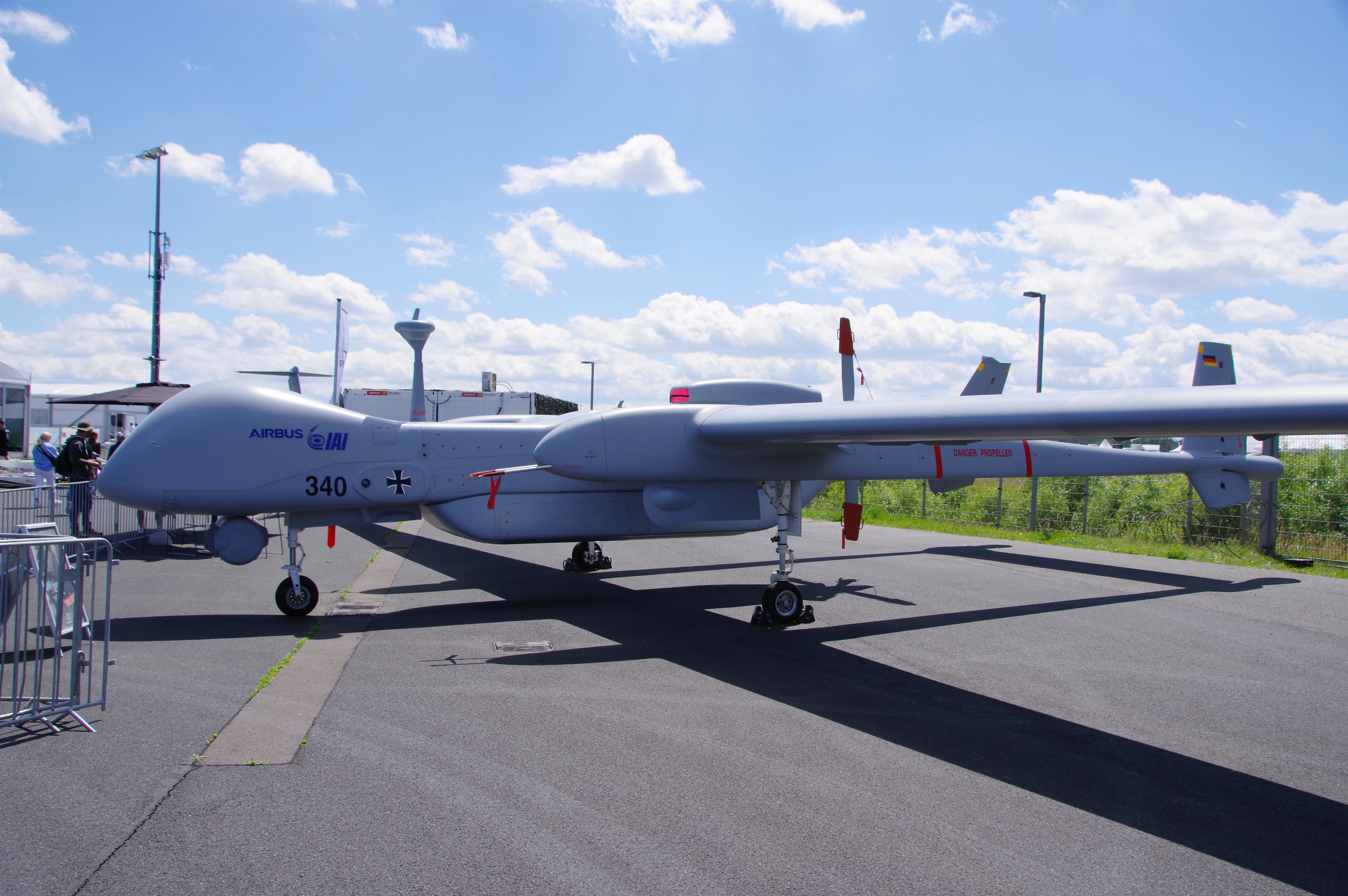
Heron TP der Bundeswehr auf der ILA 2024

Um den Aufklärungsbedarf bei ihren Auslandseinsätzen abzudecken und die Zeit bis zur Indienststellung der Eurodrohne zu überbrücken, beschloss die Bundeswehr 2018 die Beschaffung einer einstelligen Anzahl IAI Heron TP, des leistungsfähigeren Nachfolgesystems der bereits im Einsatz befindlichen Heron 1. Hierbei handelt es sich um eine bewaffnungsfähige Drohne, die Entscheidung zur Bewaffnung wurde zunächst jedoch nicht getroffen. Laut Herstellerangaben liegt die maximale Flüghöhe bei über 45.000 ft (13.700 m) und es können Flugzeiten von über 30 Stunden erreicht werden. Wie schon bei der Heron 1 entschied man sich für ein Leasingmodell: die Drohnen werden von einem Konsortium aus dem Hersteller Israel Aerospace Industries und Airbus Defence and Space betrieben und der Bundeswehr zur Verfügung gestellt. Für die Ausbildung der deutschen Piloten kooperiert die Bundeswehr mit den israelischen Luftstreitkräften. Die deutschen Heron TP waren daher zunächst nur in Israel stationiert. 2021 bzw. 2023 endeten die Bundeswehr-Einsätze in Afghanistan und Mali, hingegen ergab sich durch den russischen Überfall auf die Ukraine 2022 eine neue Sicherheitslage in Europa. Vor diesem Hintergrund stimmte der Bundestag der Bewaffnung der Heron TP mit Luft-Boden-Raketen zu, womit die jahrelange Debatte zur Beschaffung von Kampfdrohnen ein Ende fand. Auch wurde in dem Zuge die Entscheidung getroffen, die Heron TP künftig direkt in Deutschland zu stationieren und zu erproben. Nach der Muster- und Verkehrszulassung des Drohnenmodells fand im Mai 2024 der Erstflug einer Heron TP vom Fliegerhorst Schleswig aus statt, wenige Tage später erfolgte die offizielle Indienststellung des Waffensystems beim Taktischen Luftwaffengeschwader 51 „Immelmann“.

## Laufende Entwicklungs- und Beschaffungsprogramme

### Eurodrohne

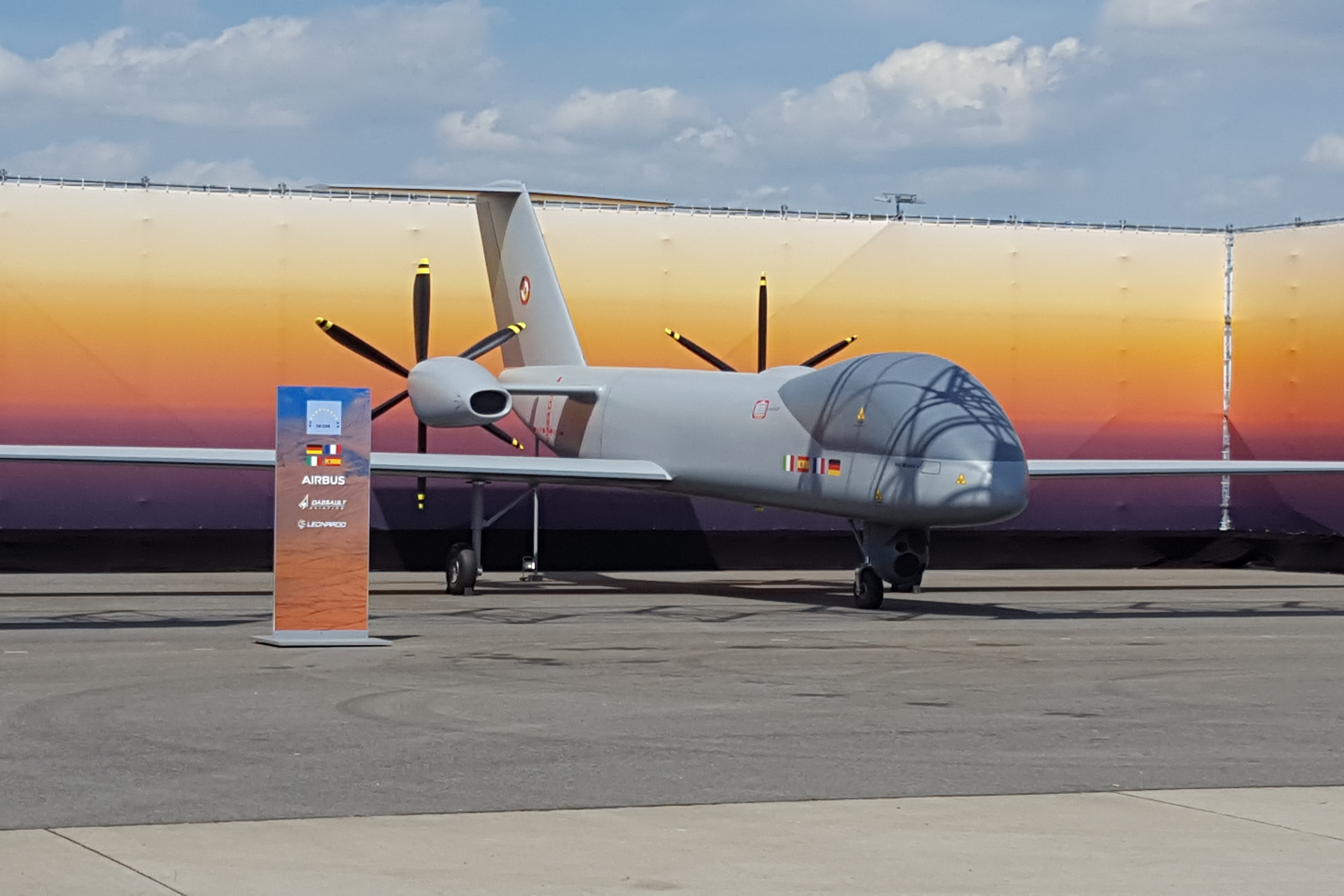
Ein Vorführmodell der Eurodrohne, eines militärischen Projekts, an dem neben Deutschland auch Frankreich, Italien und Spanien beteiligt sind.

Auf der Internationalen Luft- und Raumfahrtausstellung 2014 in Berlin stellen nach Recherchen des ARD-Hauptstadtstudios das deutsch-französische Luftfahrtunternehmen Airbus Defence and Space, das französische Unternehmen Dassault Aviation und das italienische Unternehmen Alenia Aermacchi ein neues europäisches Drohnenprojekt namens Male 2020 (European MALE RPAS) vor und warben damit bei der Bundesregierung.
Demnach legten die Firmen den Verteidigungsministerien Frankreichs, Deutschlands und Italiens ein Angebot zur Formulierung eines europäischen Drohnenprogramms für mittlere Flughöhe und lange Flugdauer (MALE) vor. In einer Definitionsphase sollten die Regierungen, die Streitkräfte und die Konzerne der drei Länder gemeinsam ihre Anforderungen an ein europäisches Drohnen-Entwicklungsprogramm formulieren und koordinieren. Dazu gehörte auch vor allem die Finanzplanung und die Frage der Bewaffnung der Drohne.
Der Vorstoß der Industrie hing nach ARD-Informationen mit dem Ende 2013 in Kraft getretenen Koalitionsvertrag der CDU/CSU und der SPD zusammen. Dort wurde der Bedarf einer europäischen Drohne bereits festgelegt: „Unbemannte Luftfahrzeuge spielen bereits heute beim Bundeswehr-Einsatz in Afghanistan bei der Aufklärung und dem Schutz unserer Soldatinnen und Soldaten eine wichtige Rolle. Auch künftig wird die Bundeswehr auf derartige Fähigkeiten angewiesen sein. Die Koalition wird eine europäische Entwicklung für unbemannte Luftfahrzeuge voranbringen.“
Mit Stand November 2020 ist ein Erstflug im Jahr 2025 vorgesehen; der Beginn der Auslieferung an die Bundeswehr wurde für das Jahr 2028 geplant.

### Borddrohnen der Marine

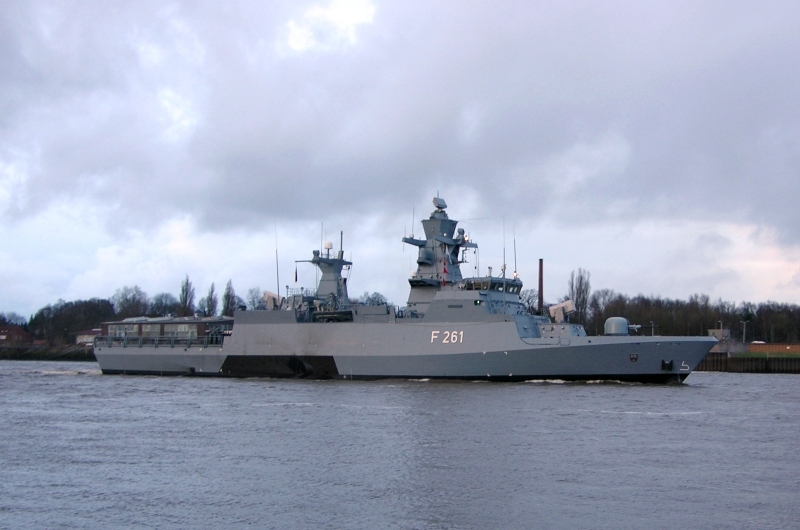
Eine Korvette der Braunschweig-Klasse, Einsatzbasis für Hubschrauberdrohnen

Die Deutsche Marine plant, Hubschrauberdrohnen anzuschaffen und auf den Korvetten der Braunschweig-Klasse einzusetzen, um damit deren Aufklärungsbereich zu vergrößern. Zunächst wurde der Camcopter S-100 von Schiebel getestet. Jedoch gab Schiebel und ihr Partner Diehl kein Angebot ab. So setzten sich die Firmen ESG und Saab mit dem Modell UMS Skeldar V-200 Sea Falcon durch. Es ist mit einem elektrooptischen Beobachtungsturm ausgestattet. Anfang Juli 2024 wurde das Projekt mit der Hubschrauberdrohne UMS Skeldar vom Verteidigungsministerium für abgebrochen erklärt. Das Ziel der Einrüstung von Drohnen auf die Korvetten besteht jedoch weiterhin.

### Future Combat Air System

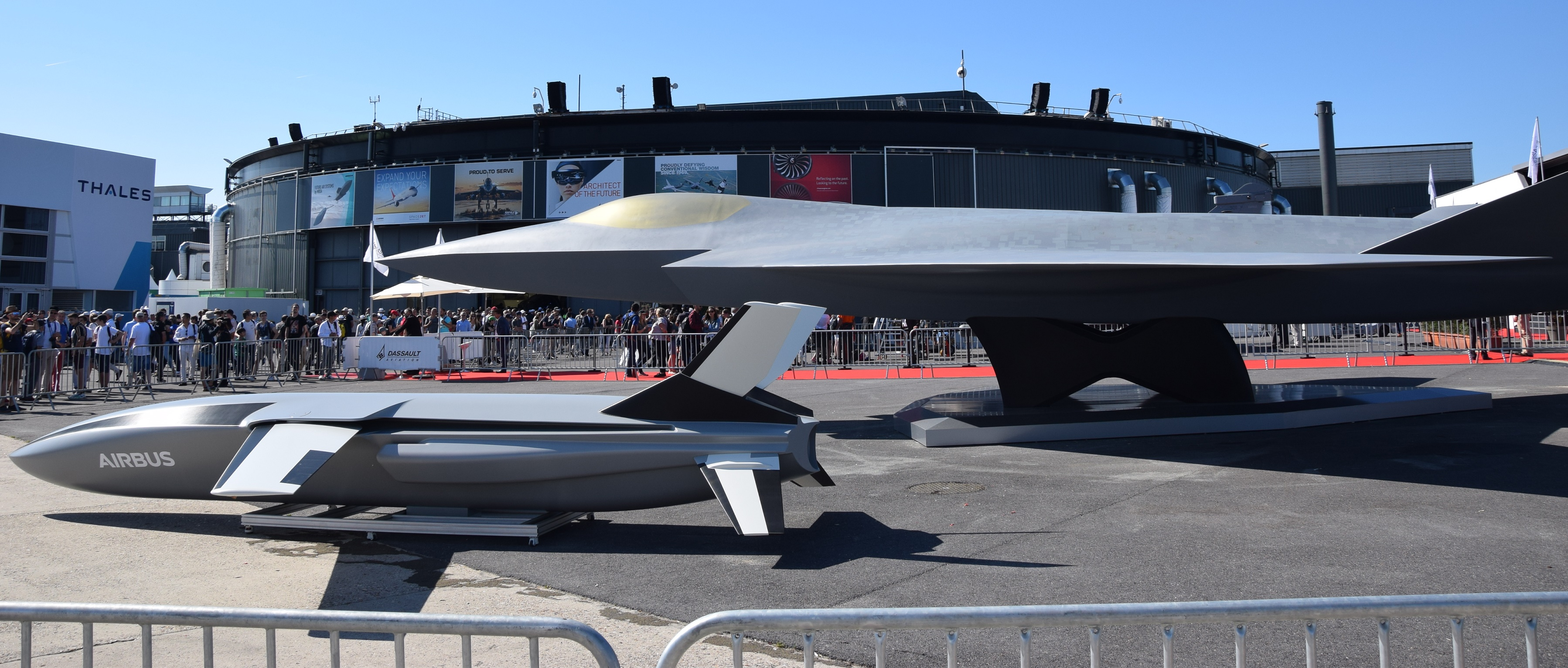
Designstudie zum Next Generation Weapon System mit Remote Carrier (vorne)

Das in Kooperation mit Frankreich und Spanien in Entwicklung befindliche Konzept für ein künftiges Luftkampfsystem (Future Combat Air System, FCAS) der Luftwaffe sieht als Waffensystem der nächsten Generation (Next Generation Weapon System, NGWS) eine Kombination aus bemannten und unbemannten Kampfflugzeugen vor. Konkret soll ein künftiges Mehrzweckkampfflugzeug der 6. Generation (Next Generation Fighter, NGF) durch bewaffnete Remote Carrier begleitet werden. Dabei handelt es sich um jetgetriebene Drohnen, die den bemannten Flugzeugen zusätzliche Kampfkraft und Fähigkeiten zur Verfügung stellen sollen. Für ihre Entwicklung innerhalb des FCAS-Projektes ist federführend Airbus zuständig. Auch der NGF selbst, für dessen Entwicklung federführend Dassault Aviation zuständig ist, soll durch die Auslegung als Optionally Piloted Vehicle unbemannt und ferngesteuert eingesetzt werden können. Der Zeithorizont für die Einführung von NGWS liegt im Jahr 2040.

### Loyal-Wingman-Drohnen
Das Bundesverteidigungsministerium beabsichtigt, schon vor und unabhängig von der geplanten Einführung des Next Generation Weapon System sogenannte Loyal-Wingman-Drohnen für die Luftwaffe zu beschaffen, die gemeinsam mit bestehenden Kampfflugzeugen eingesetzt werden sollen. Airbus Defence and Space gab hierzu im Juli 2025 bekannt, mit dem US-Unternehmen Kratos Defense & Security Solutions zu kooperieren, um der Luftwaffe eine Loyal-Wingman-Drohne auf Basis der Kratos XQ-58A anzubieten. Diese soll bis 2029 fertig entwickelt und einsatzbereit sein.

### Loitering Munition
Abgeleitet aus den Lehren der Drohnenkriegsführung in Kriegen wie um Bergkarabach 2020 (siehe Abschnitt Drohneneinsatz) und in der Ukraine seit 2022 (siehe Kriegsführung im Russisch-Ukrainischen Krieg#Drohnenkrieg) beabsichtigt die Bundeswehr die Anschaffung von Loitering Munition. Die Eigenschaften dieser Art von Lenkwaffen überschneiden sich mit denen mehrerer anderer Waffenkategorien, darunter von Lenkflugkörpern und den in diesem Artikel behandelten UAVs. Charakteristisch für Loitering Munition ist, dass sie meist ohne ein konkretes Ziel gestartet wird, längere Zeit über einem Zielgebiet verbleibt (englisch loitering, zu deutsch etwa ‚herumlungern‘), im Falle des Auftauchens von Zielen diese anhand ihrer Sensorik selbstständig erkennt und schließlich (je nach Einsatzgrundsatz auch autonom) angreift. Beim Angriff stürzt sich die Loitering Munition auf ihr Ziel, um dieses mittels eines fest verbauten Sprengkopfes zu zerstören oder zu beschädigen. Die Loitering Munition wird dabei selbst zerstört. Aufgrund dessen werden diese Waffen umgangssprachlich auch Einweg- oder Kamikaze-Drohnen genannt. Bei einigen Modellen ist es dennoch möglich, die Loitering Munition, falls kein geeignetes Ziel erkannt wird, wie eine herkömmliche Militärdrohne zu den eigenen Truppen zurückzurufen und später erneut zu starten.
Aufgrund ihrer Charakteristika definierte die Bundesregierung diese Waffenart im Jahr 2024 nicht als Drohnensystem (UAS), sondern als Wirkmittel, also als eine Art von Munition. Die gleiche Einschätzung hatte die damalige Bundesregierung schon 2009 bezüglich des WABEP-Verbundsystems getroffen. Diese Definition hat Auswirkungen auf die Beschaffung, da somit keine einzelnen Systeme in längerfristigen Prozessen beschafft werden müssen, sondern die Loitering Munition genau wie andere Munition als Verbrauchsgut gilt. Dies ist auch in Hinblick auf kurze Entwicklungszyklen vorteilhaft, da technische Weiterentwicklungen zeitnah bei der Truppe ankommen könnten. Außerdem gilt Loitering Munition in der Bundeswehr somit nicht als Luftfahrzeug, sondern als Flugkörper und unterliegt dadurch nicht den Zulassungskriterien für militärische Drohnen. Gleichzeitig schloss die Bundesregierung einen vollautonomen Einsatz von Loitering Munition aus, was bedeutet, dass weiterhin stets ein Mensch die Angriffsentscheidung trifft („human in the loop“) oder zumindest überwacht („human on the loop“) (siehe auch Ethik der künstlichen Intelligenz#Autonome Waffensysteme).
Nach den Planungen aus April 2025 sollen mehrere Modelle von Loitering Munition erprobt und im Erfolgsfall in größeren Stückzahlen bestellt werden. Erste Kaufverträge wurden Anfang April 2025 unterzeichnet.

## Debatte zur Beschaffung von Kampfdrohnen

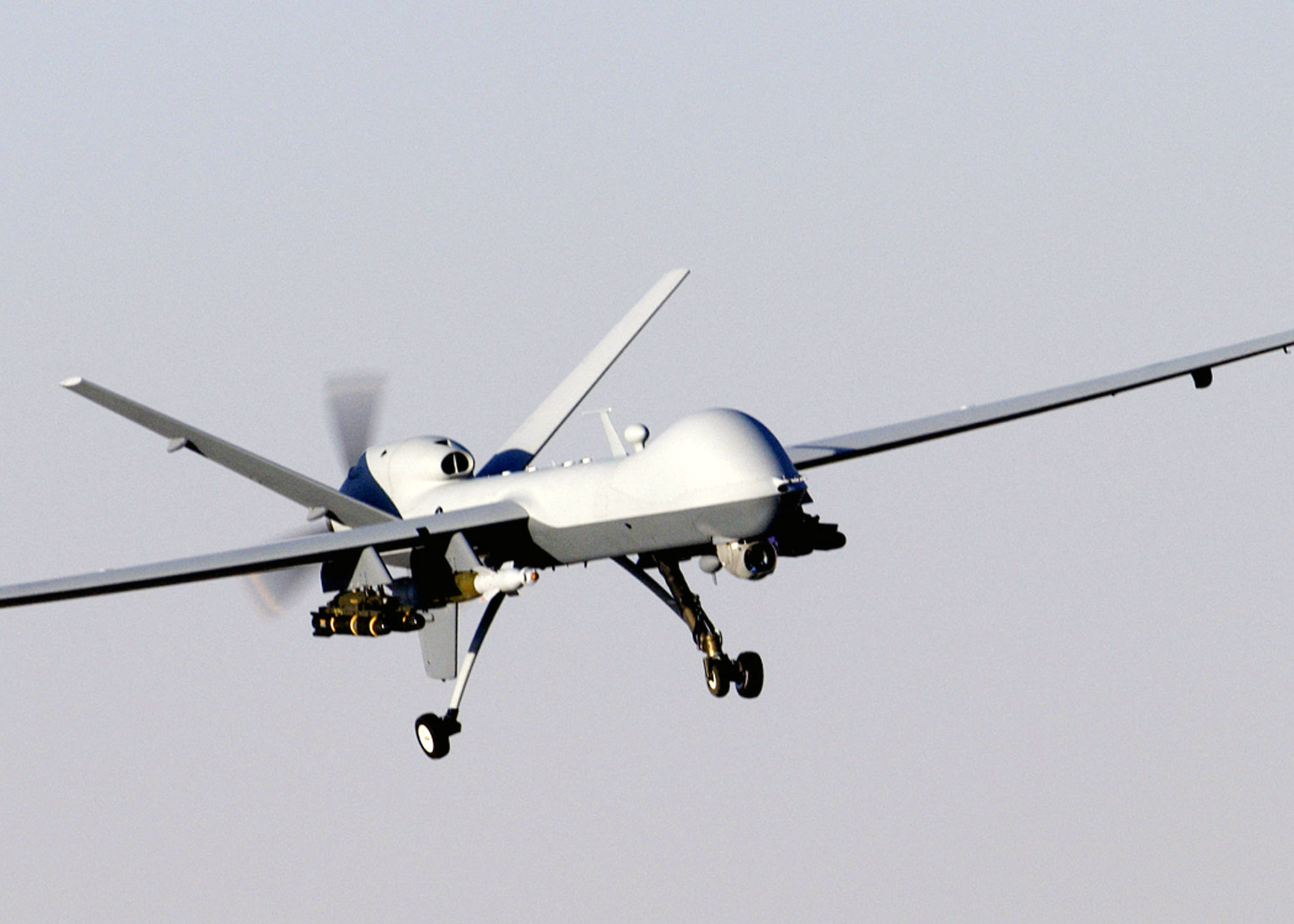
Eine Kampfdrohne General Atomics MQ-9 Reaper der US Air Force. Dieses Modell war auch für die Bundeswehr im Gespräch.

2012 wurde in Militärkreisen der Kauf von Kampfdrohnen diskutiert. Dabei wurde erwogen, die amerikanischen Drohnen des Typs Reaper für die deutsche Bundeswehr anzuschaffen. Das Verteidigungsministerium holte ein Angebot für die Beschaffung ein. Eine Entscheidung sei noch nicht gefallen (Stand Juli 2012) und man prüfe mehrere Optionen. Die Drohne soll eventuell die geleasten Heron 1 ersetzen. Sowohl der Reaper, als auch die Beschaffungsalternative, das Heron-Nachfolge-Modell Heron TP, können mit Luft-Boden-Raketen ausgerüstet werden.
Im Januar 2013 kündigte der damalige Verteidigungsminister de Maizière an, dass die Bundeswehr Kampfdrohnen anschaffen werde. Dies führte zu Kritik der Oppositionsparteien SPD, Grünen und der Linken. Allerdings sprachen sich auch verschiedene Parlamentarier der FDP gegen die Anschaffung aus.
Der Spiegel berichtete im Februar 2013 Cassidian, die Rüstungssparte von EADS könne nach eigenen Angaben binnen weniger Monaten die „Heron“-Drohnen der Bundeswehr mit Waffen ausrüsten. Die Bundeswehr hat 2010 drei Exemplare der israelischen „Heron“ geleast. Dass die Israelis die „Heron“ des Rüstungskonzerns IAI bereits in bewaffneten Versionen einsetzen, halten Rüstungsexperten für sicher. Von diesem Know-how könnte laut Spiegel auch die Bundeswehr „profitieren“. Ein Cassidian-Sprecher sagte gegenüber dem Hamburger Magazin: „Ein Umbau der 'Heron 1' wäre technisch in sechs bis zwölf Monaten möglich.“ Die Zertifizierung durch die Bundeswehr und die Ausbildung der Soldaten könnten parallel dazu stattfinden. Cassidian ist bisher für die Wartung der deutschen „Heron“-Drohnen verantwortlich. Die umgebaute „Heron“ könnte eine Waffenlast von noch etwa hundert Kilogramm tragen. Die Nutzlast des größeren „Predators“ liegt bei 200 Kilogramm, was für zwei jeweils 46 Kilogramm schwere „Hellfire“-Raketen reicht. Die wesentlich größere „Reaper“ kann dagegen fast 1,4 Tonnen an Waffen mitnehmen. Die umgebaute „Heron“ wäre deshalb nur eine Zwischenlösung: Branchenkreisen sagten, die Bundeswehr peile langfristig die Beschaffung von deutlich kampfstärkeren Drohnen an. Mit einer solchen „Endbefähigung“ rechne man allerdings nicht vor dem Jahr 2020.
Der Konzern Rheinmetall Defence Electronics hatte mit der Drohne Taifun bereits ein waffentragendes System im Umfeld der Bundeswehr entwickelt. Sie sollte zur Suche, Identifikation und präzisen Bekämpfung militärischer Einzelobjekte dienen. Das 160 kg schwere Fluggerät hätte eine mittlere Missionsgeschwindigkeit von 200 km/h gehabt und der Einsatz mit Infrarot-Kamera oder mit Radarsuchkopf hätte auch bei Nacht oder schlechtem Wetter die sichere Zielidentifikation anhand hoch aufgelösten Bildmaterials ermöglicht. Die Bilddaten wären dazu von der Drohne über eine abhörsichere Funkverbindung an die Bodenstation gesendet worden. Das Fluggerät hatte eine vorgesehene Nutzlastkapazität von ca. 50 kg, eine maximale Flughöhe von 4.000 m und eine maximale Gesamtflugdauer von vier Stunden. Kern der Fähigkeiten der Drohne wäre aber die autonome Verarbeitung der Informationen durch den Bordcomputer gewesen, was eine autonome Erfassung vorprogrammierter Zieltypen ermöglicht hätte. Technische Probleme, hohe Kosten und die völlig ungeklärte Rechtslage bei einer autonomen Angriffsentscheidung durch ein unbemanntes System führten zur Einstellung des Projekts. Allerdings arbeitet die Firma an einem System mit dem Entwicklungsnamen Tactical Advanced Recce Strike System, das komplett durch eine bemannte Bodenstation zu steuern sein soll.

### Rechtliche Lage und ethische Diskussion
Der Einsatz amerikanischer Drohnen gegen mutmaßliche Terroristen in Pakistan ist politisch und völkerrechtlich heftig umstritten. Bei diesen Einsätzen kommen teilweise auch Zivilisten um, was bisher ohne jegliche Konsequenzen für die verantwortlichen Militärs oder Geheimdienstler blieb.
Kritisch wird ein Kampfdrohnen-Einsatz durch Militärkräfte auch deshalb gesehen, weil ein deutscher Staatsbürger mutmaßlich durch eine US-Drohne am 4. Oktober 2010 in Pakistan getötet wurde. Die Bundesanwaltschaft ermittelt in dem Fall seit 2012. Geklärt werden soll zunächst die Frage, ob der Drohneneinsatz im Einklang mit den Regeln des Konfliktvölkerrechts stand. Die Ermittlungen richten sich gegen „Unbekannt“.
Auf die Frage, ob ein „Drohnenkrieg ethisch verantwortbar“ sei, sagte Verteidigungsminister Thomas de Maizière am 6. August 2012 der Märkischen Allgemeinen:

„Es ist kein Unterschied, ob sie mit einer Pistole oder einem Gewehr schießen, einen Torpedo in Gang setzen, eine Bombe ausklinken oder eine mit Raketen bewaffnete Drohne einsetzen. Man kann dazu verniedlichend Wirkmittel sagen. Ethisch ist das alles gleich zu beurteilen.

Es gibt aber vielleicht einen Unterschied: Die moderne Technik zeichnet sich dadurch aus, dass sie präziser trifft und nicht so großflächig wirkt. [...] Das gilt nicht nur für Drohnen, sondern insgesamt. Es ist ein fachliches, aber genauso ein ethisches Ziel, zivile Schäden, Verwundungen oder gar Tötungen von Unbeteiligten zu vermeiden. Deswegen finde ich die Kritik daran, dass Waffen besonders zielgenau sind, unter ethischen Gesichtspunkten ganz falsch. Gerade umgedreht: Sie sind ethisch nicht besser, aber es ist auf jeden Fall besser, genauer zu treffen.“

Eine Initiative von Pastoren hat sich im Juni 2013 in einer Erklärung an Thomas de Maizière gewandt und folgendes zu bedenken gegeben:

„Diese ferngelenkten und mit scharfer Munition bestückten Flugkörper sind völkerrechtlich nicht zulässig, weil sie nicht zwischen Widerstandskämpfern und Zivilpersonen jederzeit und an jedem Ort eindeutig unterscheiden können.“

Eine breite öffentliche ethische Diskussion im eigentlichen Wortsinne hat sich aber bislang in Deutschland nicht ergeben. Im anglo-amerikanischen Raum erscheinen fast ständig neue Publikationen zum Thema. Das Für und Wider wägt Bernhard Koch in einem Artikel für die Frankfurter Allgemeine Zeitung ab, der ihn zum Schluss führt:
„Es ist illusorisch anzunehmen, dass von der Revolutionierung der Militärtechnik, die sich hinter Begriffen wie Military Robotics, Cyber-War oder Militarisierung des Weltraumes verbirgt und von der die Drohnen derzeit nur die Spitze eines Eisberges bilden, keine Gefahr für die herrschende Weltordnung ausgeht.“
Die Frage, die Militär und Gesellschaft beantworten müssen, lautet, ob es eine Bereitschaft gibt, für die Ziele, die mit militärischen Mitteln erreicht werden sollen, auch durch persönliche Gefahrenübernahme einzustehen.

### Politische Diskussion
Während die Zustimmung in der deutschen Öffentlichkeit für Kampfdrohnen gering ist, zeigten sich Verteidigungspolitiker von Unions-Regierung und Opposition 2012 offen für den Wunsch der deutschen Militärs, wie die USA, Großbritannien oder Italien bewaffnete Drohnen anzuschaffen. Das Bundesverteidigungsministerium unter Führung von Minister Thomas de Maizière hatte Mitte 2012 erklärt, die Anschaffung bewaffneter Drohnen solle geprüft werden.
CDU/CSU-Politiker befürworten solche Systeme mehrheitlich. Allerdings sprach sich auch der verteidigungspolitische Sprecher der SPD im Bundestag, Rainer Arnold, dafür aus: 

„Das ist ein Waffensystem, dem die Zukunft gehört. [...] Auf längere Sicht wird an der Anschaffung von bewaffneten Drohnen kein Weg vorbeigehen.“

 Die Flugkörper sollten gemeinsam in Europa entwickelt werden. Sie könnten der Bundeswehr dann ungefähr ab dem Jahr 2020 zur Verfügung stehen. Ende September 2012 forderte auch der Wehrbeauftragte des Bundestages, Hellmut Königshaus (FDP), die Nutzung bewaffneter Drohnen bei Auslandseinsätzen durch die Bundeswehr. Königshaus argumentierte mit dem Selbstschutz der Bundeswehrsoldaten im Ausland: 

„Hätten unsere Soldaten bewaffnete Drohnen zur Verfügung, müssten sie nicht mehr hilflos zuschauen, wenn unsere eigenen Leute bedroht werden. Sie könnten dann eingreifen und den Gegner vertreiben, ohne Leben und Gesundheit eigener Kräfte zu gefährden.“

 Hintergrund waren die Beratungen des Haushaltsausschusses des Bundestags über den Etat der Bundeswehr für 2013 und den Vier-Jahres-Finanzplan. In diesem Plan wird auch die Finanzierung für mögliche Drohnensysteme festgeschrieben.
Im Februar 2013 sprachen sich verschiedene Bundestagsabgeordnete der FDP gegen die Absicht der Koalition, Kampfdrohnen anzuschaffen, aus. Hartfrid Wolff (FDP), damals Vorsitzender des Arbeitskreises Innen und Recht der FDP-Bundestagsfraktion und Mitglied des Parlamentarischen Kontrollgremiums für die Geheimdienste, sagte der taz: 

„Ja, ich habe ein Unbehagen, dass Kriege sich ausweiten und der Einsatz von Drohnen im Einsatzgebiet zu einem Dauergefühl der Bedrohung führt. Und zwar nicht nur bei denen, die man bekämpfen will, etwa die Aufständischen in Afghanistan, sondern auch unter der Zivilbevölkerung. Das könnte wiederum zu einer Radikalisierung führen und negative Folgen für Deutsche vor Ort haben. Dazu kommt, dass Deutschland ja in den wenigsten Fällen alleine im Ausland agiert, sondern im Verbund mit anderen Ländern. Es ist deshalb wichtig, dass wir festlegen, wo die Grenzen sind. [...]“

Durch den als sehr undifferenziert wahrgenommenen Einsatz von Kampfdrohnen durch die USA, sollen nach dem Willen der Politik der Bundeswehr hohe Hürden auferlegt werden, bevor die Opposition bereit ist dem Rüstungsprojekt zuzustimmen.

### Gesellschaftliche Wirkung
Experten weisen auf die schwerwiegenden gesellschaftlichen Auswirkungen des zunehmenden Einsatzes unbemannter Flugkörper (Kampfdrohnen) in den derzeitigen Kriegen hin. Hierdurch sinke die politische Hemmschwelle für militärische Interventionen, da nicht mehr zu befürchten sei, eigene Soldaten bei Gefechten zu verlieren. Kritiker warnen zudem, Krieg werde in Zukunft als eine Art Computerspiel erscheinen und von der Bevölkerung der Krieg führenden Länder nicht mehr als bedrohlich wahrgenommen.
Verwiesen wird auch auf die Gefahr schwerer psychischer Erkrankungen bei Soldaten, die Kampfdrohnen aus einer Entfernung von mehreren tausend Kilometern steuern. Während sie einerseits gezielte Tötungen vornähmen, gingen sie andererseits einem normalen Alltagsleben nach, was zu Realitätsverlust und permanentem Stress führe.

## Dokumentierte Einsätze
Erste Versuche mit UAV startete die Bundeswehr im Kosovo-Einsatz ab 2000. In größerem Maßstab kamen Bundeswehr-Drohnen im Einsatz in Afghanistan zur Anwendung.

### Kosovo
In den Jahren 1998 und 1999 setzte die Bundeswehr im Kosovokrieg Aufklärungsdrohnen erstmals außerhalb Deutschlands ein. Zunächst kam die Drohne vom Typ CL 289 zum Einsatz. Ab dem Jahr 2000 wurde auch LUNA eingesetzt.

### Mazedonien
2000 Einsatz der neu entwickelten MALE-Drohne vom Typ LUNA.

### Afghanistan
Die Bundeswehr nutzte eine Reihe von Drohnen in ihrem Afghanistaneinsatz. Mit der MALE-Drohne Heron 1 überwachte sie von Masar-i-Scharif aus den gesamten Norden des Landes und damit das deutsche Einsatzgebiet. Die Drohnensysteme Luna und Aladin wurden zur Aufklärung auf kürzere Distanzen eingesetzt. Ihre Liegenschaften überwachte die Bundeswehr außerdem zum Teil mit fest installierten, unbewaffneten Aufklärungsballons.
Ab Ende Juli 2009 wurde das Drohnensystem KZO im Raum Kunduz in Afghanistan eingesetzt. Das Beobachtungs-Panzerartillerie-Bataillon 131 aus Mühlhausen/Thüringen war die erste Einheit, die im Ausland das KZO-System einsetzte. Es folgte ab Januar 2010 das Artillerielehrregiment 345 aus Kusel.
Im Februar 2010 wurde die erste Heron 1 nach Afghanistan verlegt und kam am 18. März 2010 zum erfolgreichen Ersteinsatz durch das Einsatzgeschwader Mazar-e Sharif. Nach der Landung auf dem Flughafen Masar-e Scharif kollidierte die Heron beim Rollen zur Parkposition mit einer abgestellten Transall C-160, nachdem die Drohne durch Fehlbedienung des Piloten beschleunigt hatte. Bei dem Unfall wurde die Heron 1 zerstört und die Transall leicht beschädigt. Aufgrund der Beschaffung als Leasinggeschäft war die Industrie verpflichtet, das beschädigte UAV zu ersetzen. Nach einem vermuteten Motorausfall stürzte am 19. Dezember 2010 eine Heron 1 in Afghanistan ab. Sie wurde gezielt zerstört, nachdem ein Bergungsversuch durch einen amerikanischen Hubschrauber gescheitert war.
Im Januar 2011 wurde eine Heron 1 im Rahmen des „graduellen Aufwuchses des Systems“ zum ersten Mal via Satellitenübertragung gesteuert. Damit wurde der Einsatzradius des UAV deutlich erweitert und das volle Leistungsspektrum der Drohne ausgenutzt. Anfang Juni 2011 waren insgesamt 4000 Flugstunden an über 400 Einsatztagen mit dem Heron-System erreicht. Ende Juli 2012 erreichte sie mit über 890 Einsätzen über Afghanistan die Marke von 10.000 Flugstunden. Wenige Wochen zuvor war der Leasingvertrag für 75 Mio. Euro um zwei Jahre bis Oktober 2014 verlängert worden.

### Mali
Während des Einsatzes in Mali von 2013 bis 2023, der im Rahmen der UN-Mission MINUSMA und der EU-Mission EUTM Mali stattfand, setze die Bundeswehr Aufklärungsdrohnen ein. Ab 2016 wurde zunächst eine, später bis zu drei Heron 1 gleichzeitig eingesetzt. Im Juli 2023 zog die Bundeswehr die Heron 1 aus Mali ab, da sie keine Starterlaubnis von den malischen Behörden mehr erhielt. Die Heron 1 sammelte in Mali in 2202 Flügen mehr als 21.000 Flugstunden an.

### Ostsee
Anfang April 2025 teilte die Bundeswehr mit, Heron TP im Rahmen der NATO-Operation Baltic Sentry für Überwachungsaufgaben über der Ostsee einzusetzen, um die unter Wasser befindliche Kritische Infrastruktur vor Sabotage zu schützen.